# Quadricyclaan
Quadricyclaan is een koolwaterstof met meerdere kleine ringen in het molecuulstructuur. Deze kleine ringen leiden tot een grote ringspanning. De ringspanning is aanleiding geweest om de stof te onderzoeken als additief voor raketbrandstof en component in de opslag van zonne-energie. De toepassingsmogelijkheden als brandstof bleken echter beperkt door de relatief lage thermische stabiliteit: ontleding treedt al op bij temperaturen onder 400 °C, waardoor de energie vrijkomt op een plek waar omzetting in stuwkracht moeilijk is.

## Synthese
Quadricyclaan wordt bereid door norbornadieen (bicyclo[2.2.1]hepta-2,5-diene) in in aanwezigheid van Michlers keton (of de ethylvariant daarvan) te bestralen.  Andere fotosensitizers, zoals aceton, benzofenon of acetofenon zijn ook bruikbaar, maar geven een lagere opbrengst. Pas gedestilleerd norbornadieen geeft een hogere opbrengst, maar commercieel verkrijgbaar materiaal leidt ook tot een acceptabele opbrengst.

## Structuur en eigenschappen
Quadricyclaan is een verbinding met veel ringspanning: 330 tot 373 kJ/mol (afhankelijk van de manier van meten). Isomerisatie van quadricyclaan is bij kamertemperatuur zonder katalysator een traag proces.  De hoge ringspanning én de stabiliteit bij kamertemperatuur zorgen ervoor dat de stof goed bestudeerd kon worden.
In aanwezigheid van een katalysator kan norbornadieen met ultraviolet licht (~300 nm) omgezet worden in quadricyclaan. Tijdens de ook onder invloed van straling optredende terugvorming van norbornadieen wordt de in ringspanning opgeslagen energie als warmte aan de omgeving afgestaan. Deze reacties liggen aan de basis van het voorstel om quadricyclaan als tussenstap te gebruiken in de opslag van zonne-energie. Deze toepassing is nog niet echt van de grond gekomen omdat op zeeniveau zonlicht nauwelijks straling met de gewenste golflengte (300 nm) heeft.

## Reacties
Quadricyclaan reageert makkelijk met azijnzuur, waarbij een mengsel van nortricyclylacetaat en exo-norbornylacetaat ontstaat. Ook met diënofielen reageert quadricyclaan eenduidig tot 1:1 adducten, zoals met dimethylacetyleendicarboxylaat (DMAD) of azoverbindingen.